# Mokrosuky
Mokrosuky (německy Mokrosuk) jsou obec v okrese Klatovy v Plzeňském kraji. Žije v ní 141 obyvatel.

## Historie
První písemná zmínka o vesnici pochází z roku 1418. Vesnice ale existovala už ve čtrnáctém století a patřila k velhartickému panství. Roku 1579 ji koupil Václav Vintíř z Vlčkovic a její další dějiny jsou až do roku 1679 spojeny s majiteli mokrosuckého zámku. Poté byla vesnice připojena k hrádeckému panství, jehož součástí zůstala až do zrušení patrimoniální správy.
V roce 1850 ve vsi stálo 45 domů, v nichž žilo 185 českých obyvatel. V roce 1938 v Mokroskukách žilo 332 obyvatel v 59 domech. V letech 1980–1990 byla obec částí městysu Kolinec a od roku 1990 je samostatnou obcí v okresu Klatovy.
Roku 2017 orkán Herwart porazil místní stoletý dub. Na jeho místě byl v roce 2018 zasazen dub nový.
V roce 2019 byly v rámci oslav 600 let od založení vesnice vedle zámku odhaleny dvě desky. Jedna, připomínající místní oběti první světové války a druhá, věnována památce místnímu rodákovi, neurochirurgovi Václavu Vojtovi.

## Obyvatelstvo
| Rok            | 1869 | 1880 | 1890 | 1900 | 1910 | 1921 | 1930 | 1950 | 1961 | 1970 | 1980 | 1991 | 2001 | 2011 | 2021 |
| -------------- | ---- | ---- | ---- | ---- | ---- | ---- | ---- | ---- | ---- | ---- | ---- | ---- | ---- | ---- | ---- |
| Počet obyvatel | 345  | 363  | 342  | 355  | 353  | 333  | 316  | 241  | 255  | 210  | 184  | 159  | 124  | 124  | 120  |
| Počet domů     | 48   | 52   | 52   | 53   | 53   | 53   | 57   | 59   | 74   | 56   | 50   | 57   | 59   | 61   | 61   |

## Části obce
- Mokrosuky
- Lešišov

## Pamětihodnosti
- Na severním okraji vesnice stojí renesanční mokrosucký zámek, který vznikl přestavbou tvrze z patnáctého století.[8] Jeho staviteli byli Perglárové z Perglasu, ale později patřil mimo jiné Račínům z Račína nebo Althannům.[4]
- Kaple svatého Václava a kříž
- Kříž na rozcestí k Lešišovu
- Lípa u Zelených
- Dub u Mokrosuk

## Osobnosti
- Vladimír Boublík (1928–1974), katolický teolog
- Václav Vojta (1917–2000), dětský neurolog

## Galerie

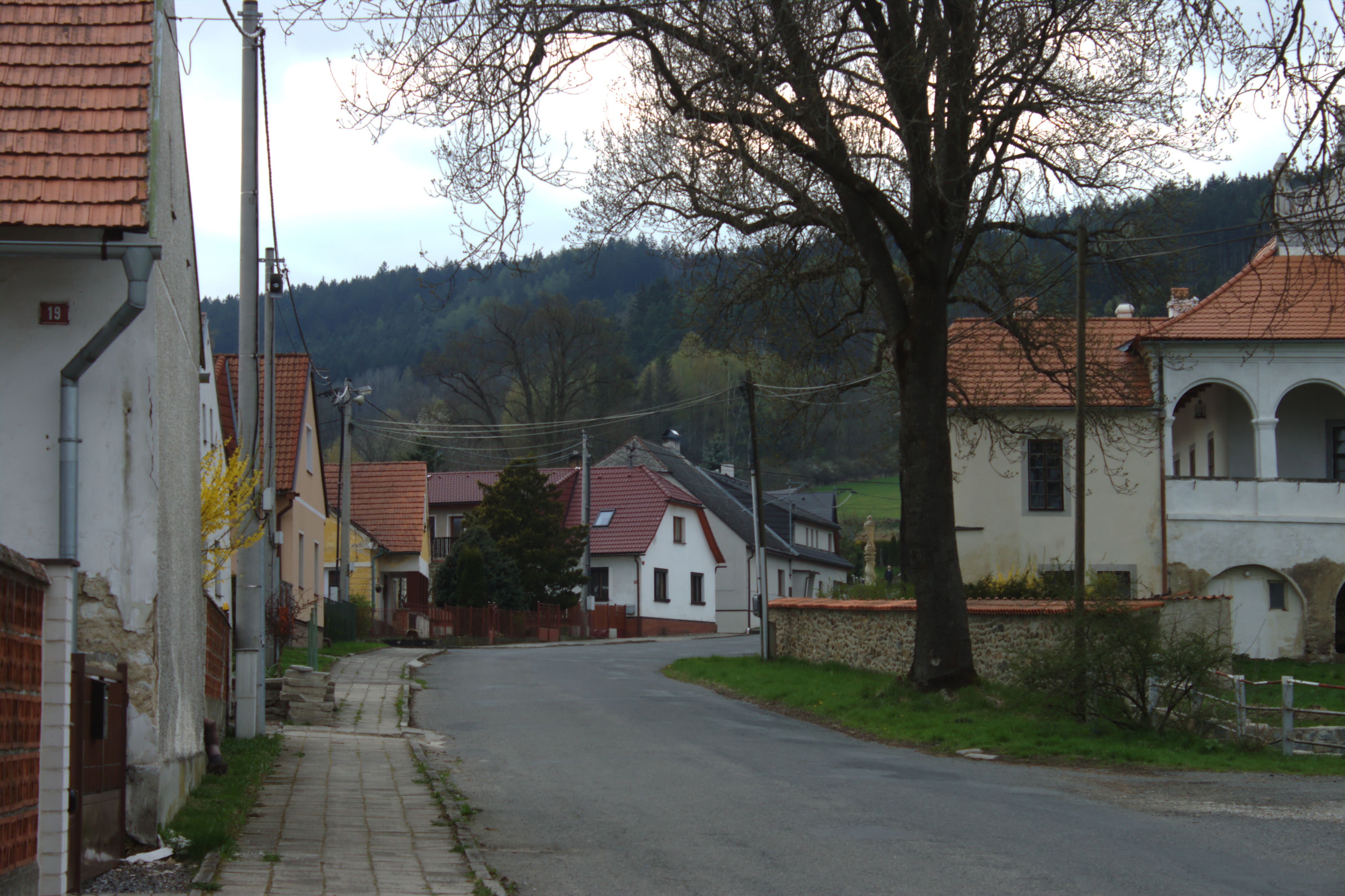
Ulice vedoucí kolem zámku
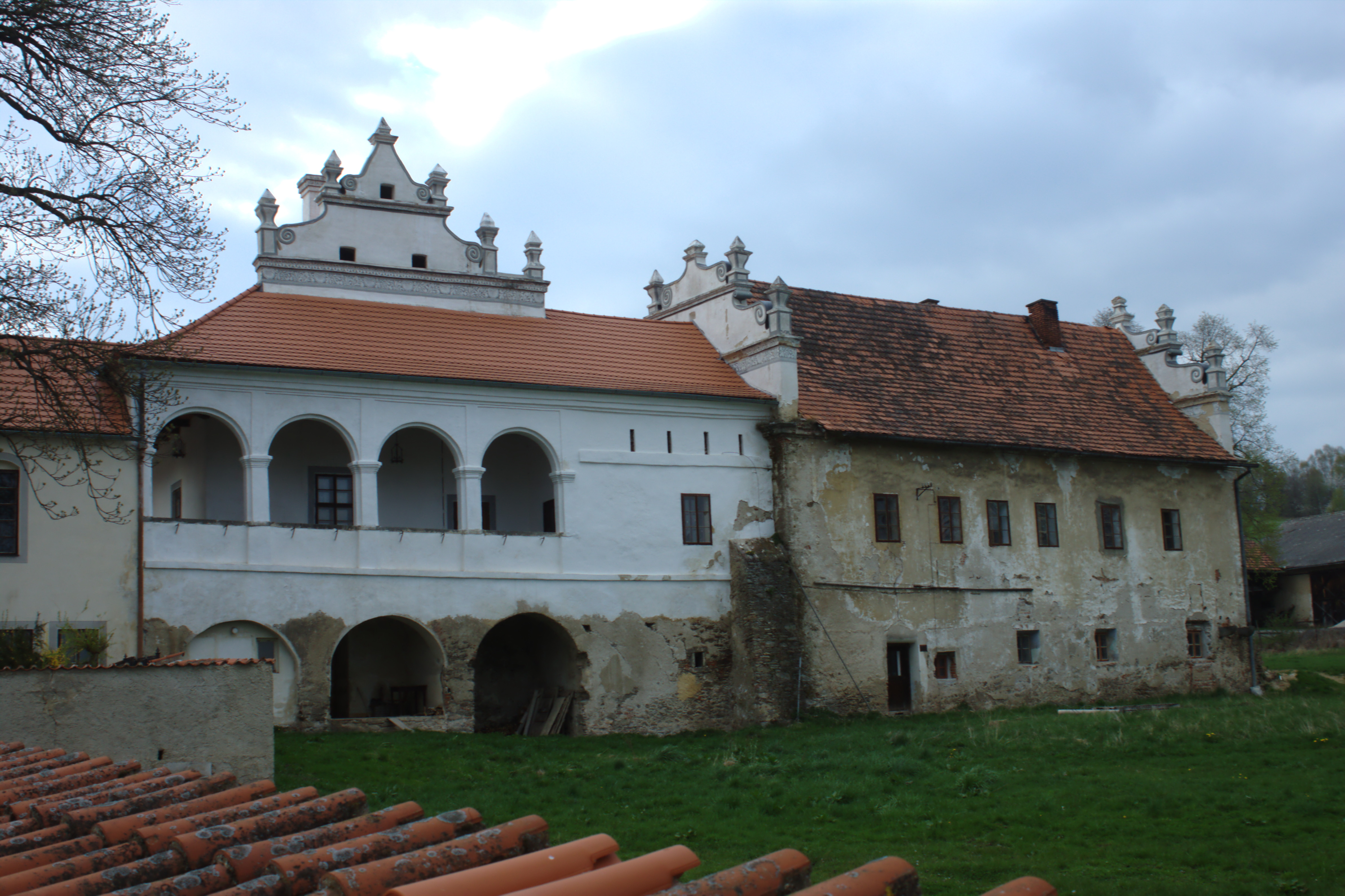
Zámek
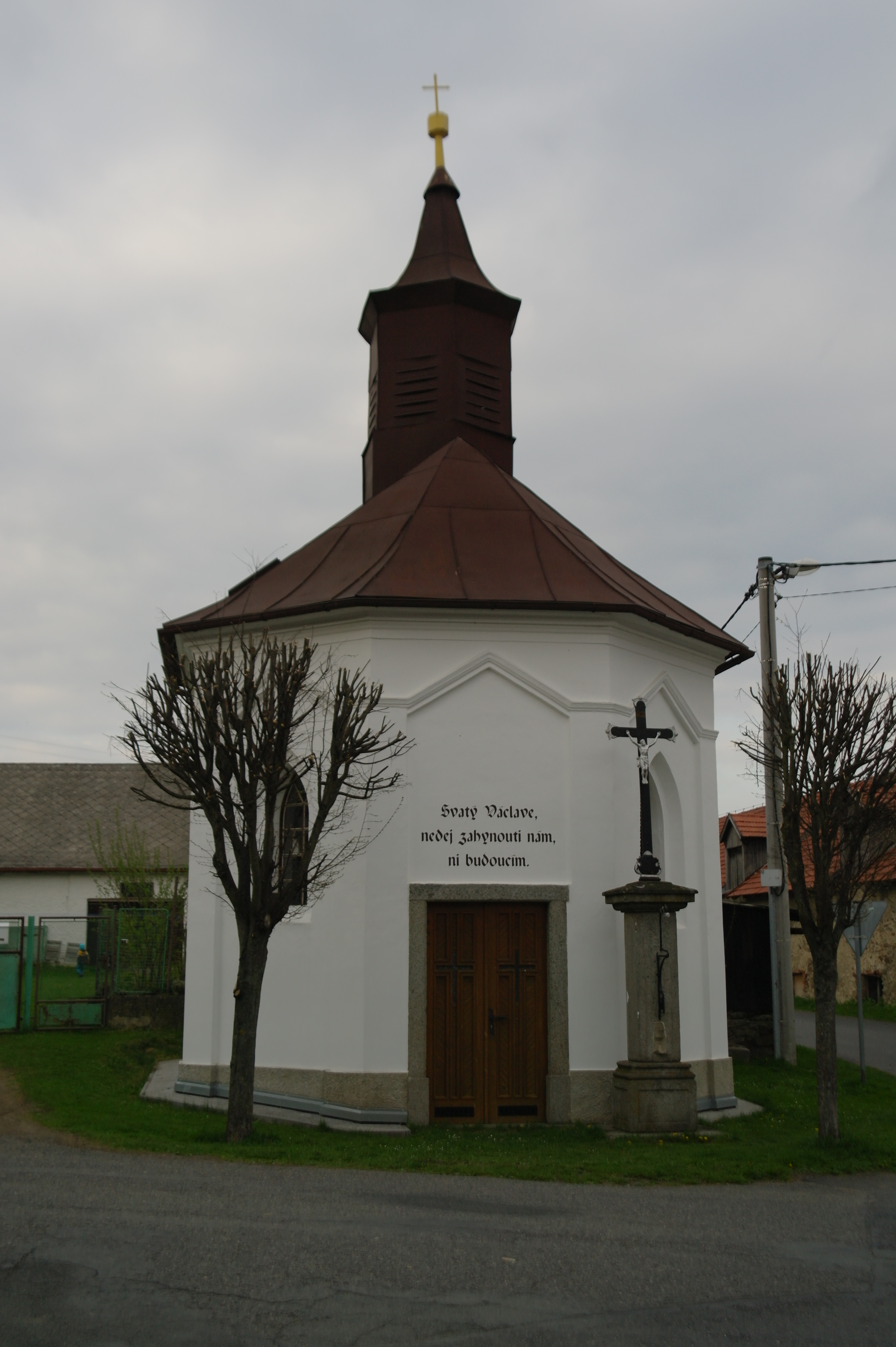
Kaple